# Coronella girondica
La culebra lisa meridional (Coronella girondica) es una especie de serpiente de la familia Colubridae propia de Italia, el sur de Francia, la península ibérica y el norte de Magreb. Habita tanto los parajes de bosque y matorral mediterráneos como los campos de cultivo.

## Descripción
Coronella girondica es marrón, grisácea o rojiza en su parte dorsal, con barras o manchas transversales de color marrón oscuro o negruzco. En la nuca tiene una marca característica en forma de U oscura, o un par de puntos alargados oscuros. Posee una raya oscura desde el ojo hasta la esquina de la boca, una banda oscura de ojo a ojo a través de los prefrontales, y una línea negra debajo del ojo. La zona ventral es amarillenta o rojiza con marcas negras. Las escamas dorsales, que son lisas, están en 21 filas (raramente 19). Los adultos pueden alcanzar una longitud total de 62 cm, de los cuales 12,5 cm es la cola.

## Área de distribución
Se encuentra en España, Portugal, el sur de Francia, Italia, Marruecos, Argelia y Túnez. El nombre dado a la especie es por la región de Gironda (Francia).

## Hábitat
Sus hábitats naturales son los bosques templados, vegetación arbórea de tipo mediterráneo, áreas rocosas, pastizales y plantaciones.
Se ve amenazada por la pérdida de hábitat.

## Subespecies
- Coronella girondica girondica (Daudin, 1803)
- Coronella girondica amaliae (Boettger, 1881) - Propia del norte de África, no reconocida por algunos autores.